# Gottfried Wegleitner
Gottfried Wegleitner OFM (* 17. Juli 1972 in Wien; † 2. Juli 2018 ebenda) war ein österreichischer Franziskanerpater.

## Leben
Wegleitner wuchs in Frauenkirchen im Burgenland auf. Nach seiner Matura am Gymnasium der Salesianer Don Boscos in Unterwaltersdorf trat er der Ordensgemeinschaft der Franziskaner bei. Nach dem Noviziat in Schwaz in Tirol studierte Wegleitner Philosophie und Katholische Theologie in Wien, Canterbury und Rom. Am 13. Februar 2005 empfing er durch Kurienerzbischof John Patrick Foley, den Präsidenten des Päpstlichen Medienrates, in Rom die Priesterweihe. Er engagierte sich in Wien für die Flüchtlingshilfe.
2007 wurde er zum Guardian des Wiener Franziskanerklosters gewählt; 2014 gab er das Amt auf und zog aus gesundheitlichen Gründen nach Frastanz im Vorarlberg, wo er als Pfarrer tätig war. 2015 wurde er zum Generalsekretär der Österreichischen Superiorenkonferenz ernannt, die 85 männliche Ordensgemeinschaften vertritt; er konnte das Amt jedoch aus gesundheitlichen Gründen nicht mehr antreten.
Gottfried Wegleitner war zudem langjährig Seelsorger und Geistlicher Assistent für den Verband katholischer Publizistinnen und Publizisten Österreichs. Er selbst war überregional bekannt als Kommentator von Gottesdiensten im ORF und als Kolumnist verschiedener Tages- und Wochenzeitungen.
Gottfried Wegleitner engagierte sich für zahlreiche Sozialprojekte im Heiligen Land. 2011 wurde er von Kardinal-Großmeister John Patrick Kardinal Foley zum Ritter des Päpstlichen Ritterordens vom Heiligen Grab zu Jerusalem ernannt und am 1. Oktober 2011 in Wien durch Alois Kothgasser, Erzbischof von Salzburg und Großprior des Ordens in Österreich, in die Österreichische Statthalterei investiert.